# Madagaskarpipare
Madagaskarpipare (Anarhynchus thoracicus) är en hotad fågel i familjen pipare som enbart förekommer på Madagaskar.

## Utseende
Madagaskarpipare är en rätt liten, långbent och kustlevande strandpipare, med en kroppslängd på 14 centimeter. Hätta och rygg är medelbruna med blekare spetsar på fjädrarna, vilket ger ett fläckigt intryck. Vingfjädrarna är mörkare. Ett svartaktigt ögonstreck går fram till näbben och skiljs från hättan av ett långt, smalt och blekt ögonbrynsstreck. Undersidan är vitaktig med orange anstrykning och ett ganska brett svart bröstband. Liknande herdepipare saknar det svarta bröstbandet.

## Läte
Det vanligaste lätet är ett rätt ljust "pit" eller "prip".

## Utbredning och systematik
Fågeln förekommer på kustnära sydvästra Madagaskar. Den behandlas som monotypisk, det vill säga att den inte delas in i några underarter.

### Släktestillgörighet
Madagaskarpipare placeras traditionellt, liksom de flesta pipare, i det stora släktet Charadrius. Flera genetiska studier har dock visat att arterna i släktet inte är varandras närmaste släktingar. Istället är en stor grupp strandpipare, däribland madagaskarpipare, närmare släkt med vipor i Vanellus och andra udda pipare som australiska inlandspiparen (Peltohyas australis) och arten snednäbb i Nya Zeeland (Anarhynchus frontalis) än med typarten för släktet större strandpipare.  Tongivande Clements m.fl. implementerade 2023 dessa resultat i sin systematik, vilket medfört att denna grupp lyfts ur Charadrius och istället förenats med snednäbben i släktet Anarhynchus. Arten är nära släkt med herdepipare, på lite längre håll arter som svartbent strandpipare och rödhuvad strandpipare.

## Levnadssätt
Madagaskarpiparen hittas vanligen i par eller smågrupper, i torrare områden än herdepiparen. Den häckar huvudsakligen mellan december och april, i områden med kortvuxen gräsmark och Salicornia nära kusten eller intill saltsjöar. Boet är en uppskrapad grop vari den vanligen lägger två ägg som ruvas i cirka 27 dagar. Efter ytterligare cirka 30 dagar är ungarna flygga.

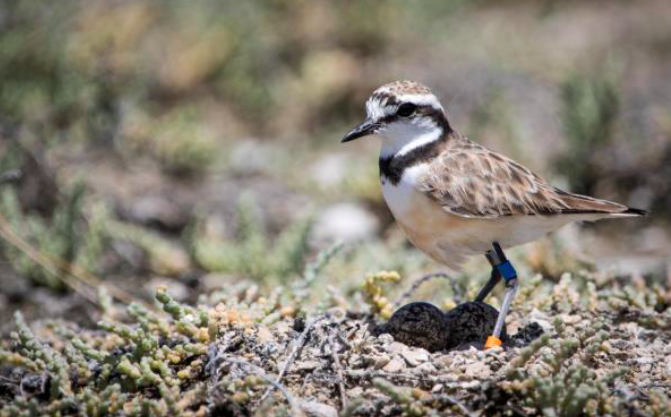
Madagaskarpipare vid bo.

Vintertid ses den på sandrevlar intill havet eller en sjö, eller på sanddyner täckta med krypväxter. Den födosöker på tidvattensslätter, i öppna leriga områden i mangroveträsk och vid flodmynningar, troligen efter ryggradslösa djur som insekter.

## Status
Madagaskarpiparen har en liten världspopulation bestående av mellan 1800 och 2300 häckande individer. Den tros dessutom minska i antal till följd av hårt tryck på dess levnadsmiljö. Internationella naturvårdsunionen IUCN anser den vara hotad och placerar den i hotkategorin sårbar.

## Namn
Fågeln har på svenska även kallats madagaskarstrandpipare samt svartbandad strandpipare